# TRAM2
TRAM2‏ (Translocation associated membrane protein 2) هوَ بروتين يُشَفر بواسطة جين TRAM2 في الإنسان.